# Entoloma nitidum
Entoloma nitidum (Lucien Quélet, 1883), sin. Rhodophyllus nitidus ([Lucien Quélet, 1886) denumit în popor ciuperca oțelarului, este o ciupercă saprofită, necomestibilă din încrengătura Basidiomycota în familia Entolomataceae și de genul Entoloma. Bureții se pot găsi în România, Basarabia și Bucovina de Nord, crescând solitari sau în grupuri mici în păduri de conifere printre mușchi și alte ierburi, mai ale sub pini și molizi , de la câmpie la munte, din iunie până în octombrie.

## Descriere

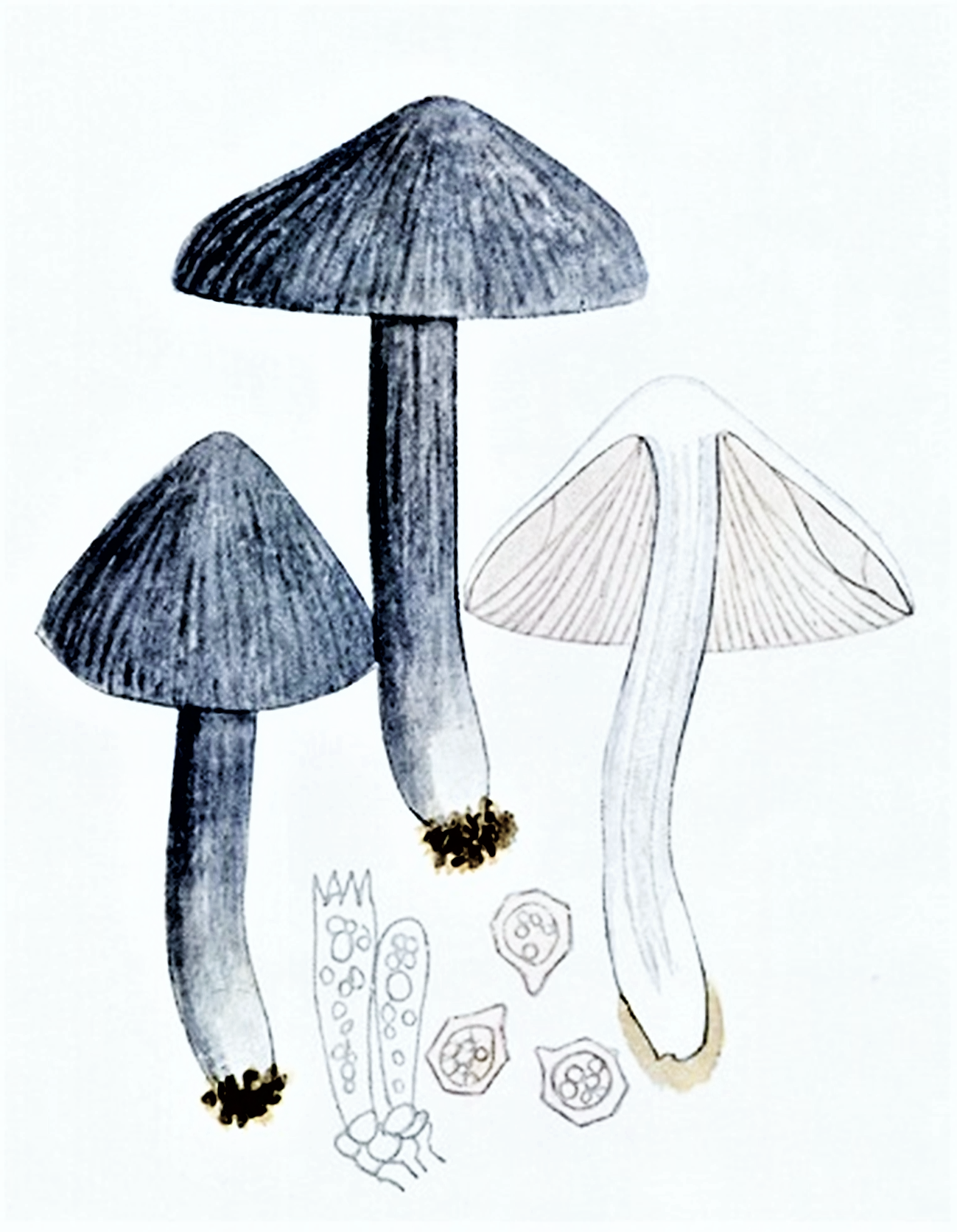
Bres.: E. nitidum

Ordinul Agaricales este de diversificare foarte veche (între 178 și 139 milioane de ani), începând din timpul perioadei geologice în Jurasic în diferență de exemplu cu genul Boletus (între 44 și 34 milioane de ani).
- Pălăria: are un diametru de 4-6 cm, este fragedă și destul de subțire, mai întâi semisferică cu marginea răsfrântă spre interior, devenind apoi convexă și în final plată, cu marginea ondulată și sinuoasă, prezentând uneori un gurgui larg în mijloc. Cuticula arată ușoare fibre radiale, este netedă, mătăsos-lucioasă, cu culoare variabilă între cenușiu cu nuanțe albăstrii, albastru de oțel, până la un puternic albastru-violet, fibrele fiind mai închise.
- Lamelele: sunt destul de late și distanțate cu lameluțe intercalate și muchi bombate, fiind inițial aderente piciorului, apoi libere. Culoarea lor este inițial albicioasă, iar la maturitate rozalie până roșiatică, datorită culorii pulberii sporilor.
- Piciorul: are o înălțime de 4-10 cm și o grosime de 0,6-1 cm, este neted, cilindric, câteodată ceva îndoit, subțiat spre pălărie, fără inel, împăiat până gol în interior, fiind semilucios, de culoarea pălăriei precum striat longitudinal mai închis. Baza albicioasă se prelungește asemănător unei rădăcini în substrat.
- Carnea: este relativ subțire și inconsistentă în pălărie, iar în picior fibroasă, albicioasă, dar sub cuticulă cu nuanțe albăstrii. Mirosul este nu prea plăcut, slab ca de faină râncedă, gustul fiind agreabil.
- Caracteristici microscopice: are spori de colorit roz care sunt colțuros-ovoidali, hialini (translucizi), hexagonali până heptagonali și au o mărime de 6,5–10 × 5,5–8 microni.[3][4]

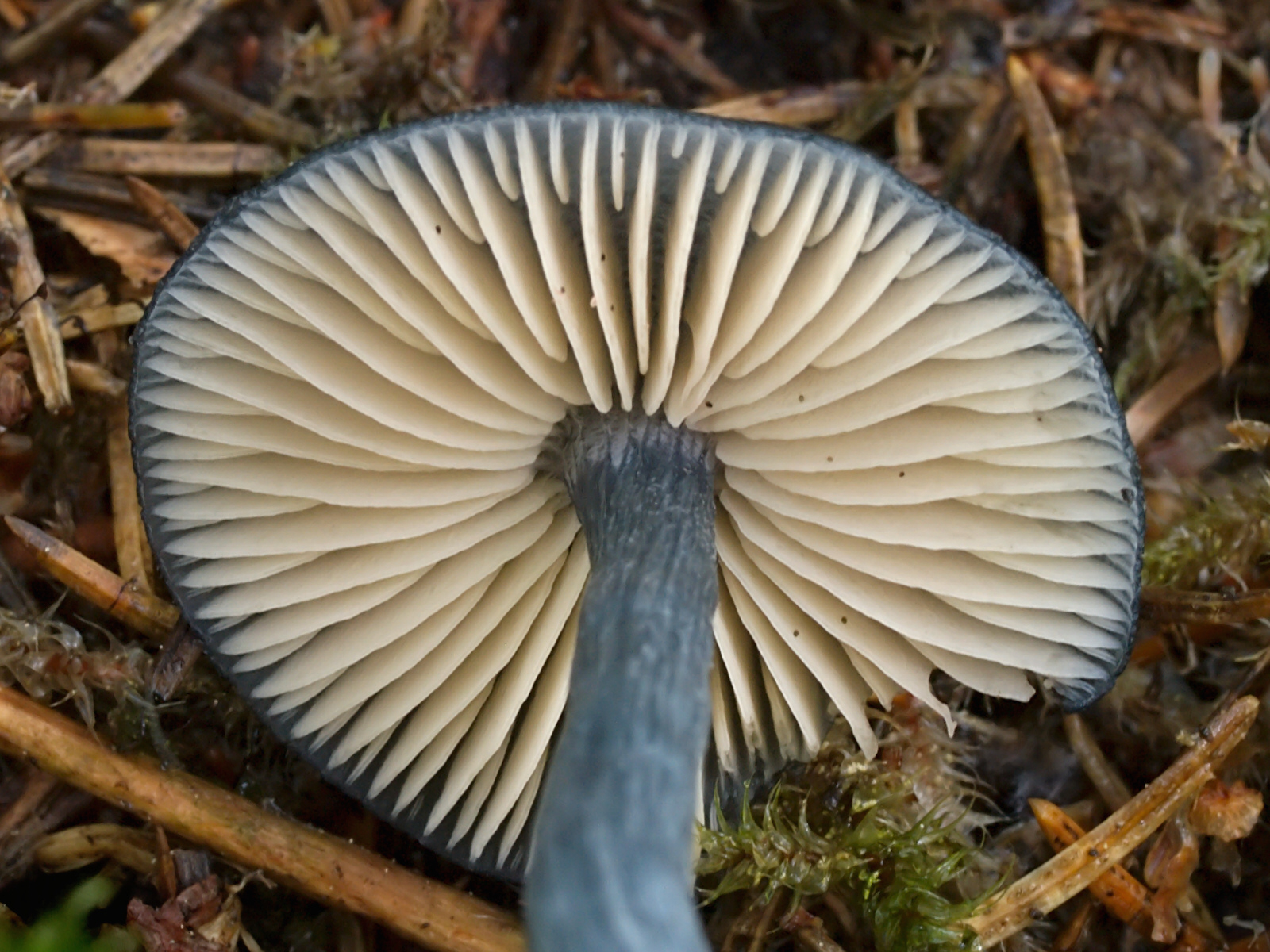
E. nitidum, lamele
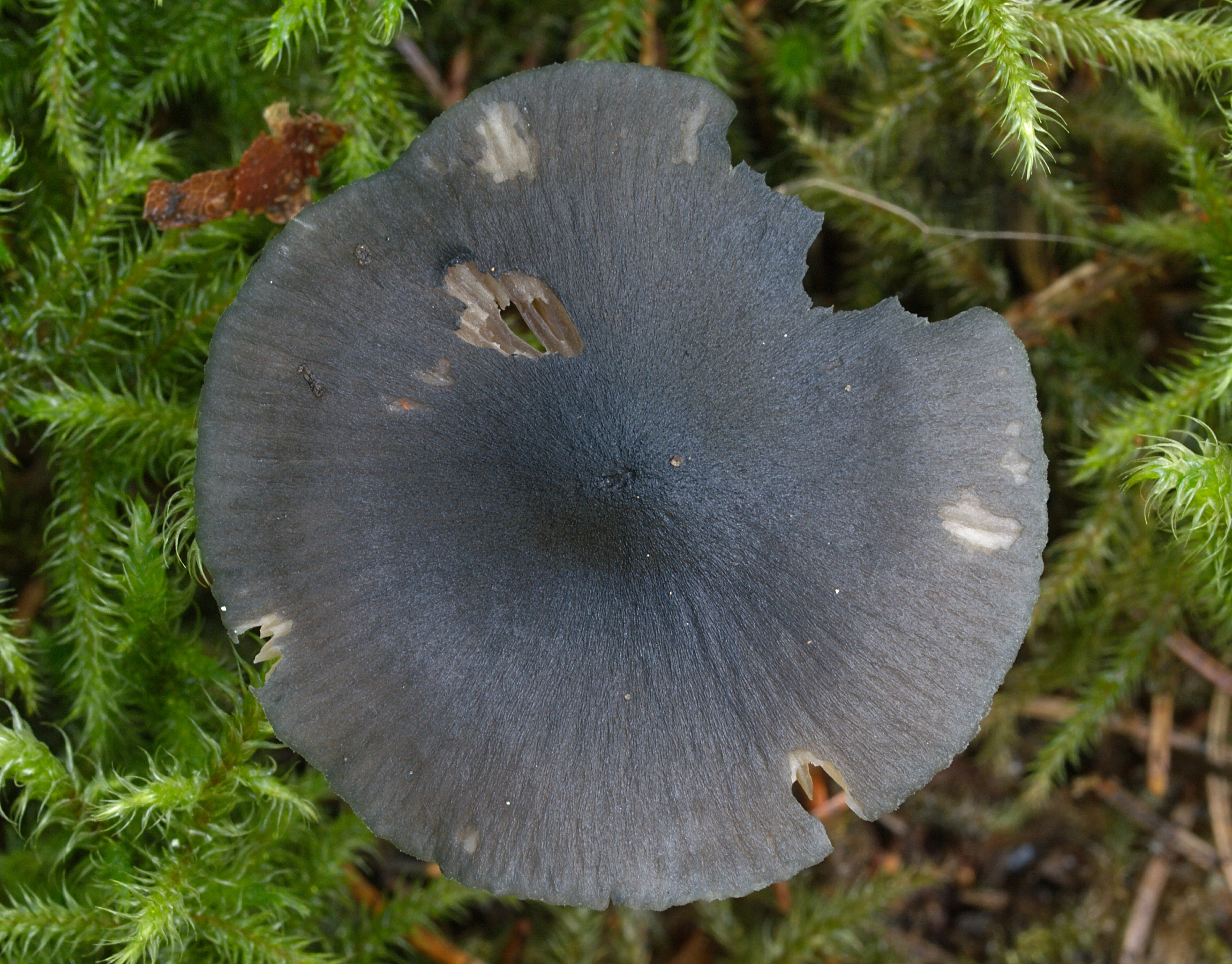
E. nitidum, cuticulă

## Confuzii
Entoloma nitidum poate di confundat cu ciuperci aceluiași gen cum sunt Entoloma bloxamii (comestibil), Entoloma chalybeum (necomestibil), Entoloma dichroum (necomestibil), Entoloma euchroum (necomestibil), Entoloma serrulatum (necomestibil, mai mic), Entoloma sodale (necomestibil), Entoloma turbidum (necomestibil), dar de asemenea cu de exemplu Cortinarius violaceus (comestibil).

## Specii asemănătoare în imagini

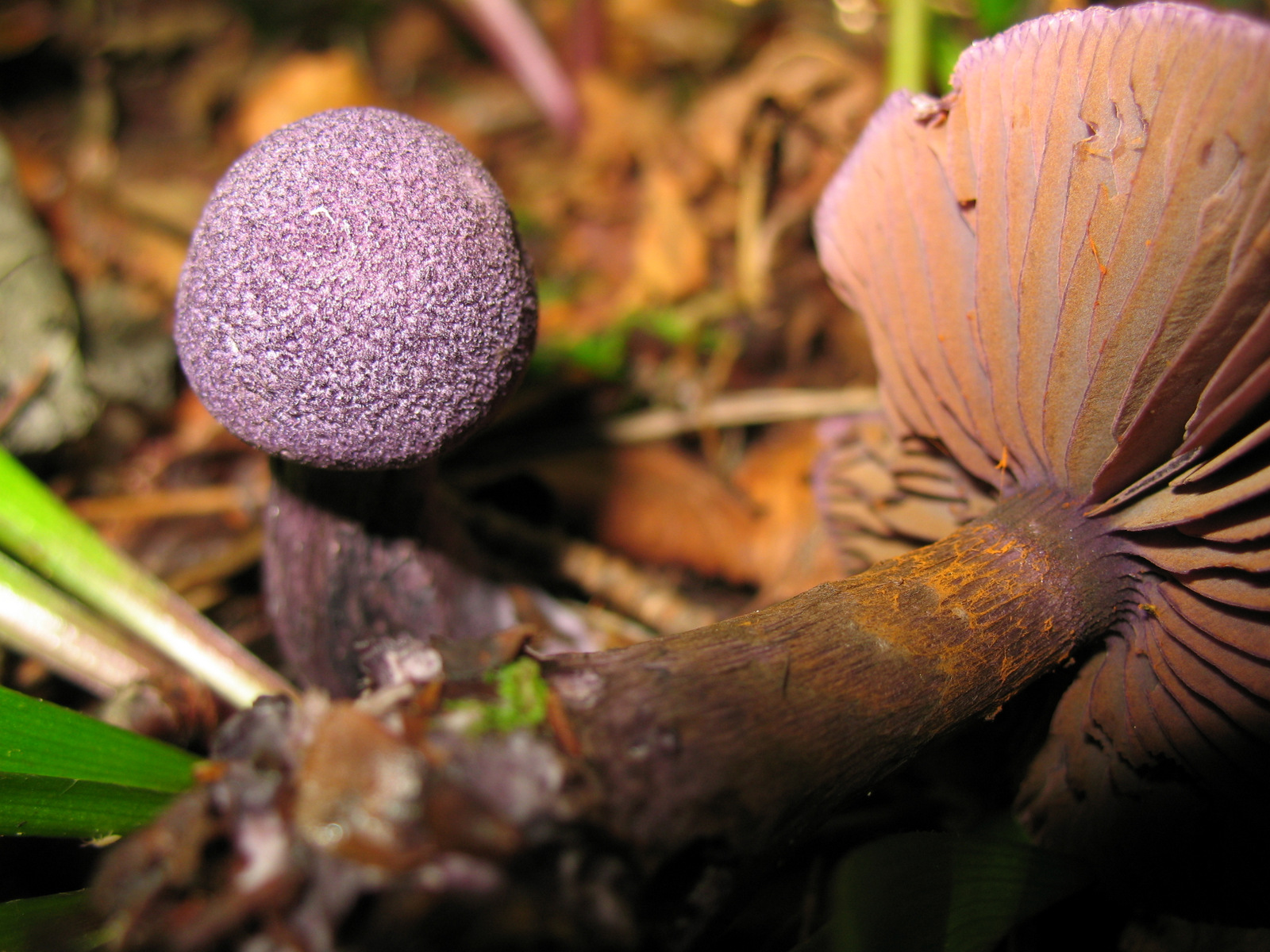
Cortinarius violaceus
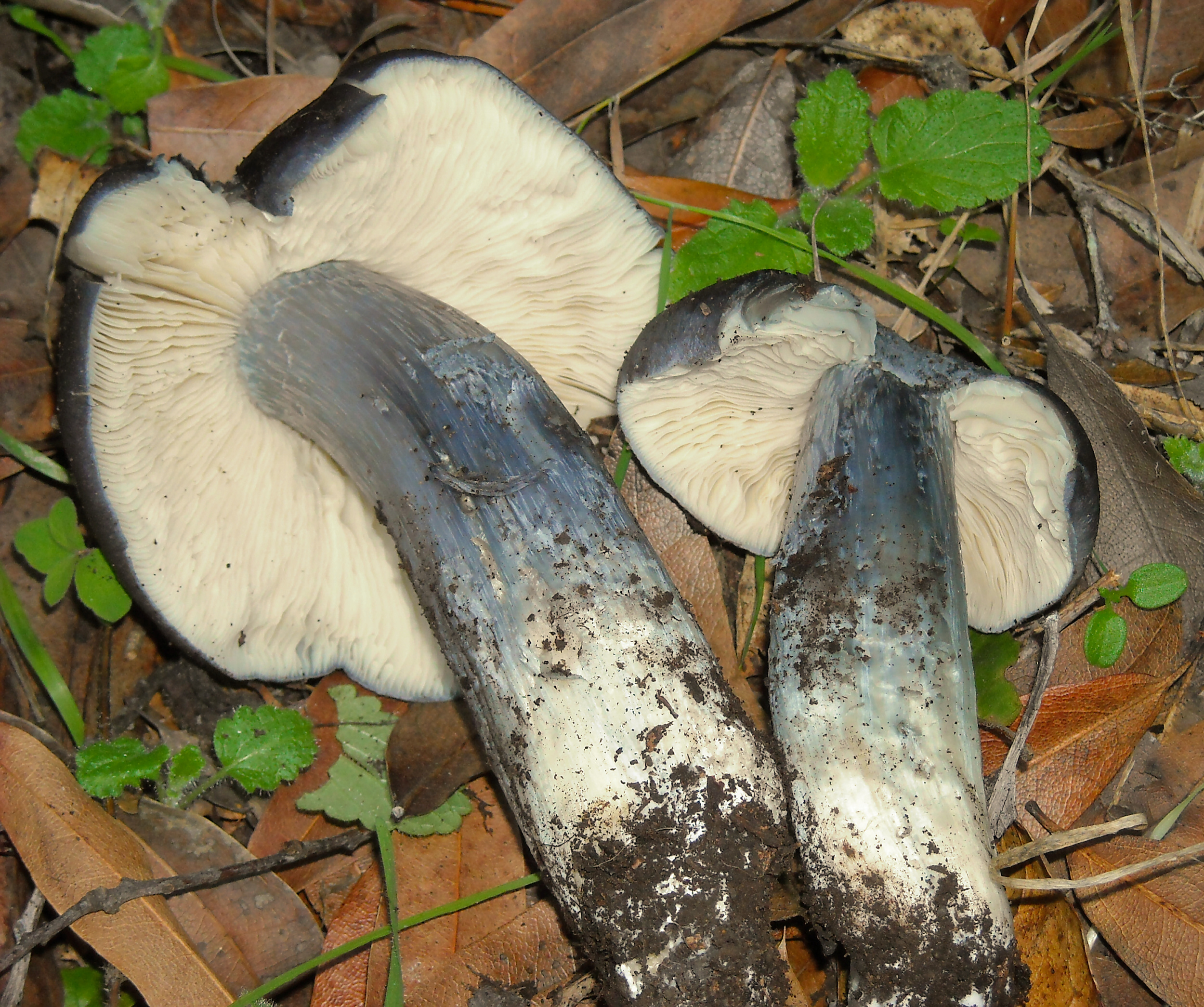
Entoloma bloxamii
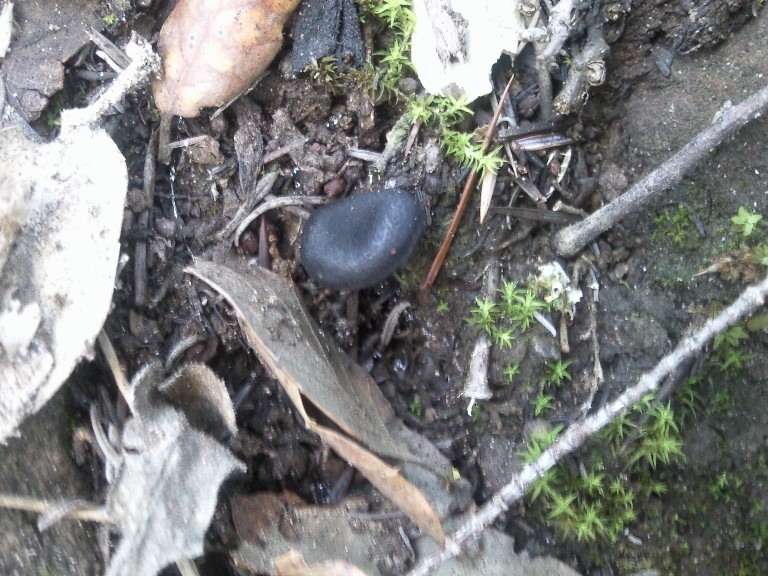
!Entoloma chalybeum!
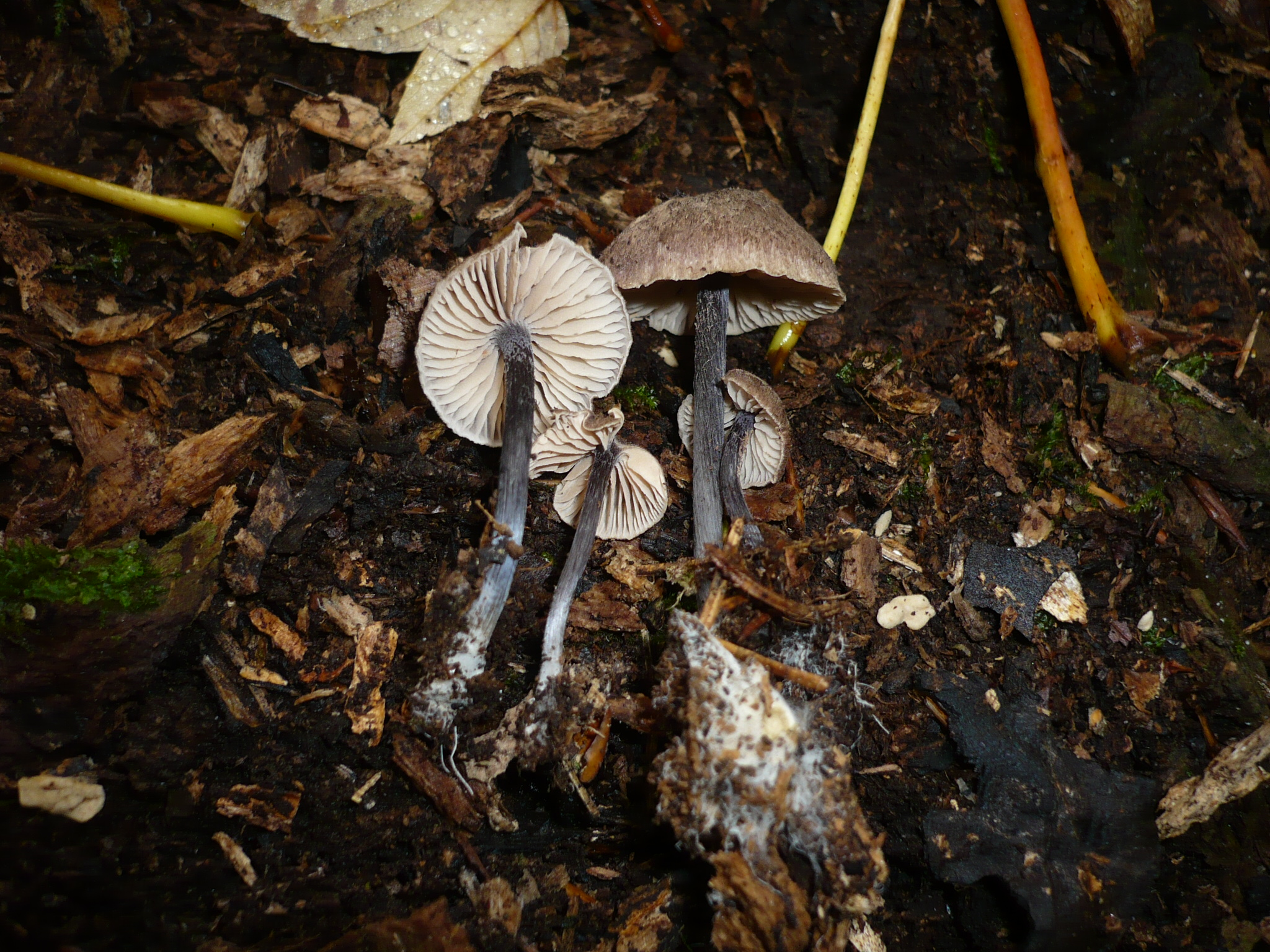
!Entoloma dichroum!
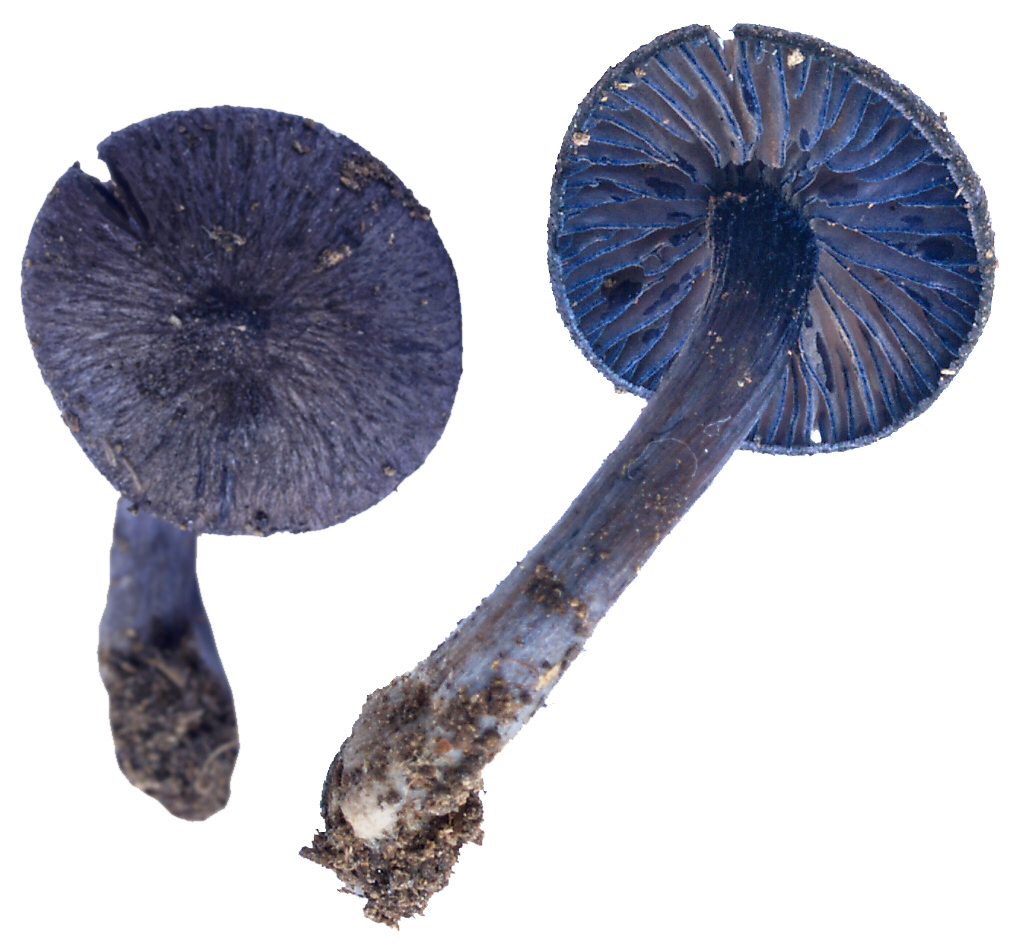
!Entoloma euchroum!
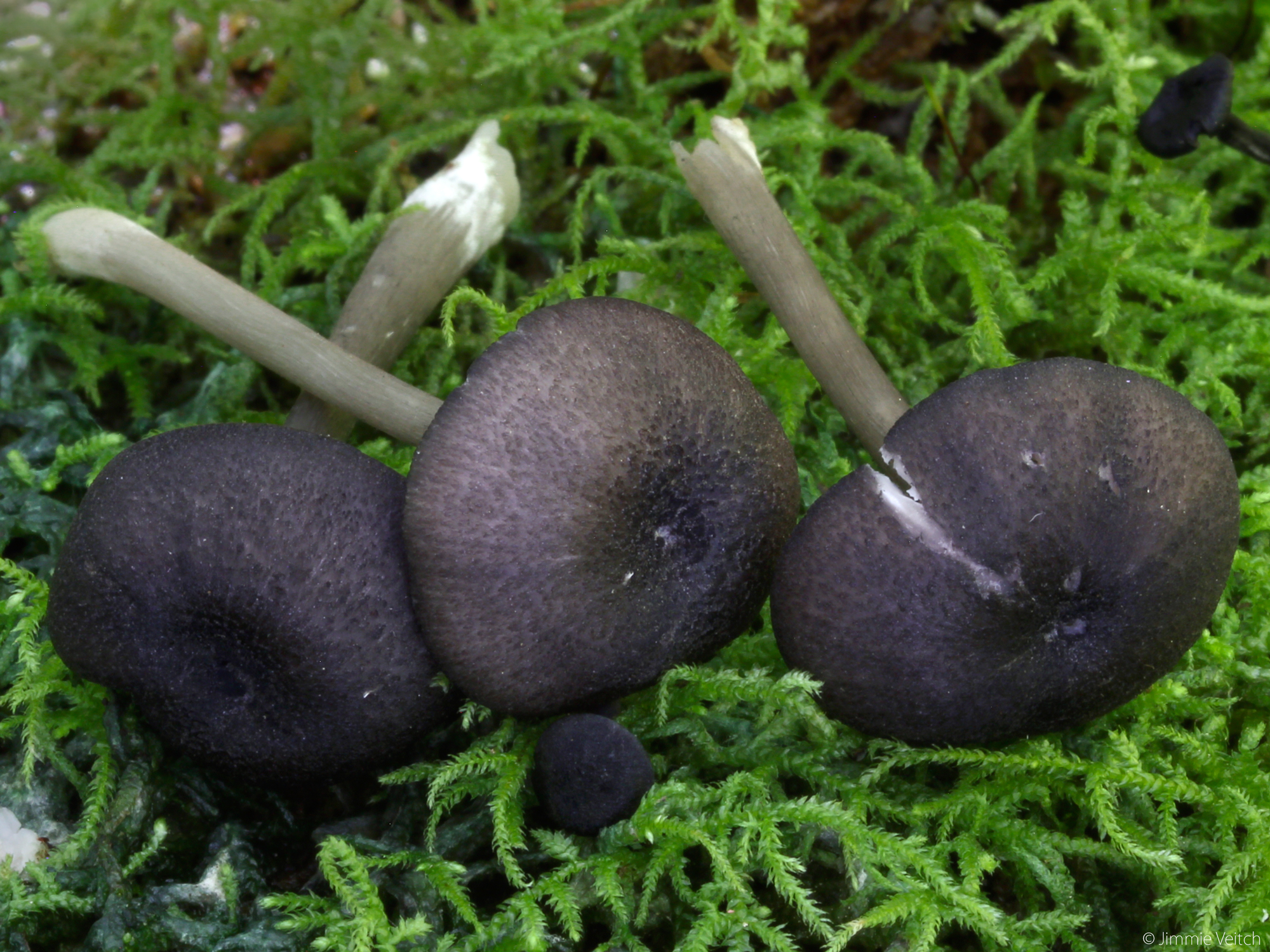
!Entoloma serrulatum!
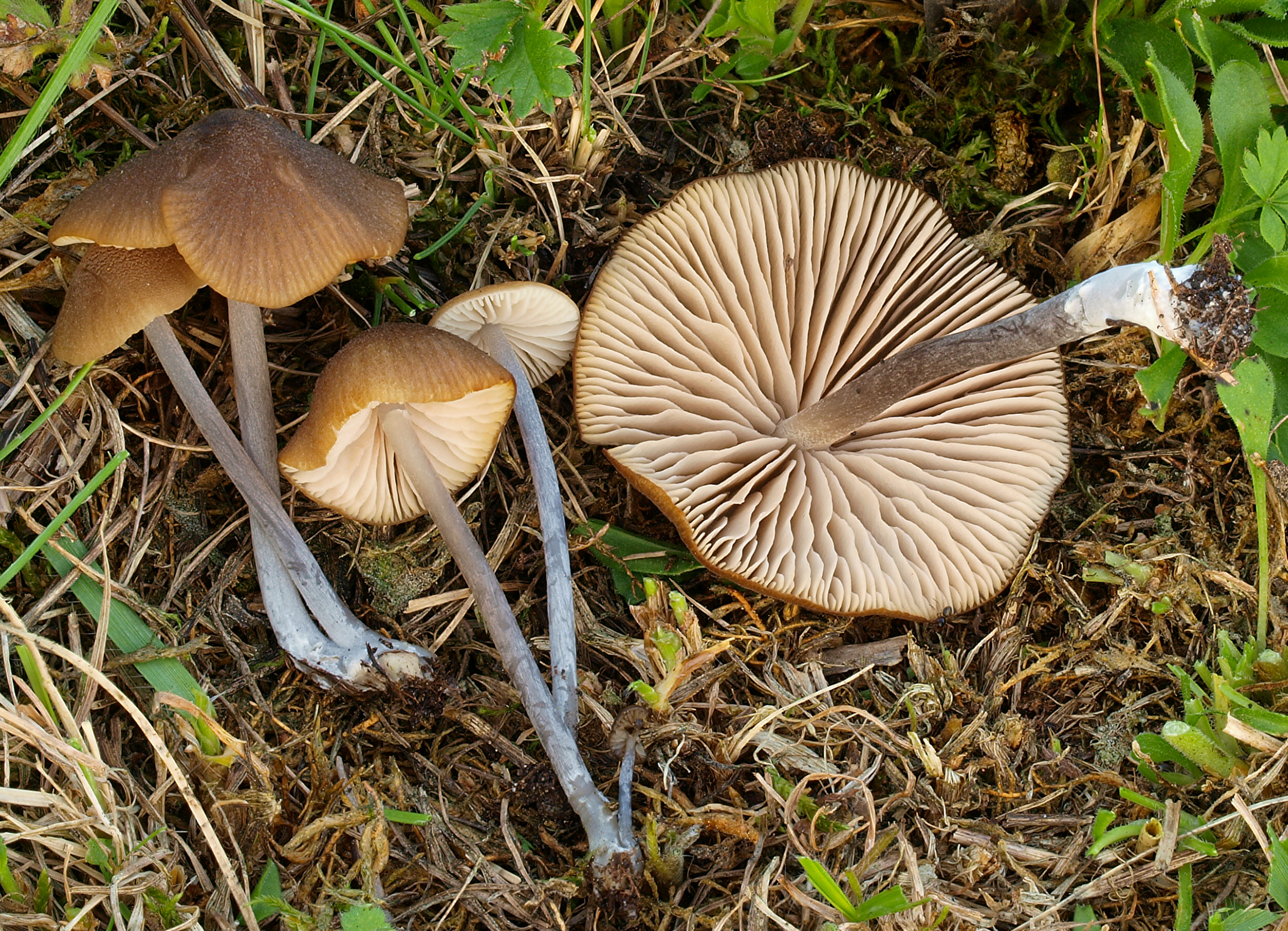
!Entoloma sodale!
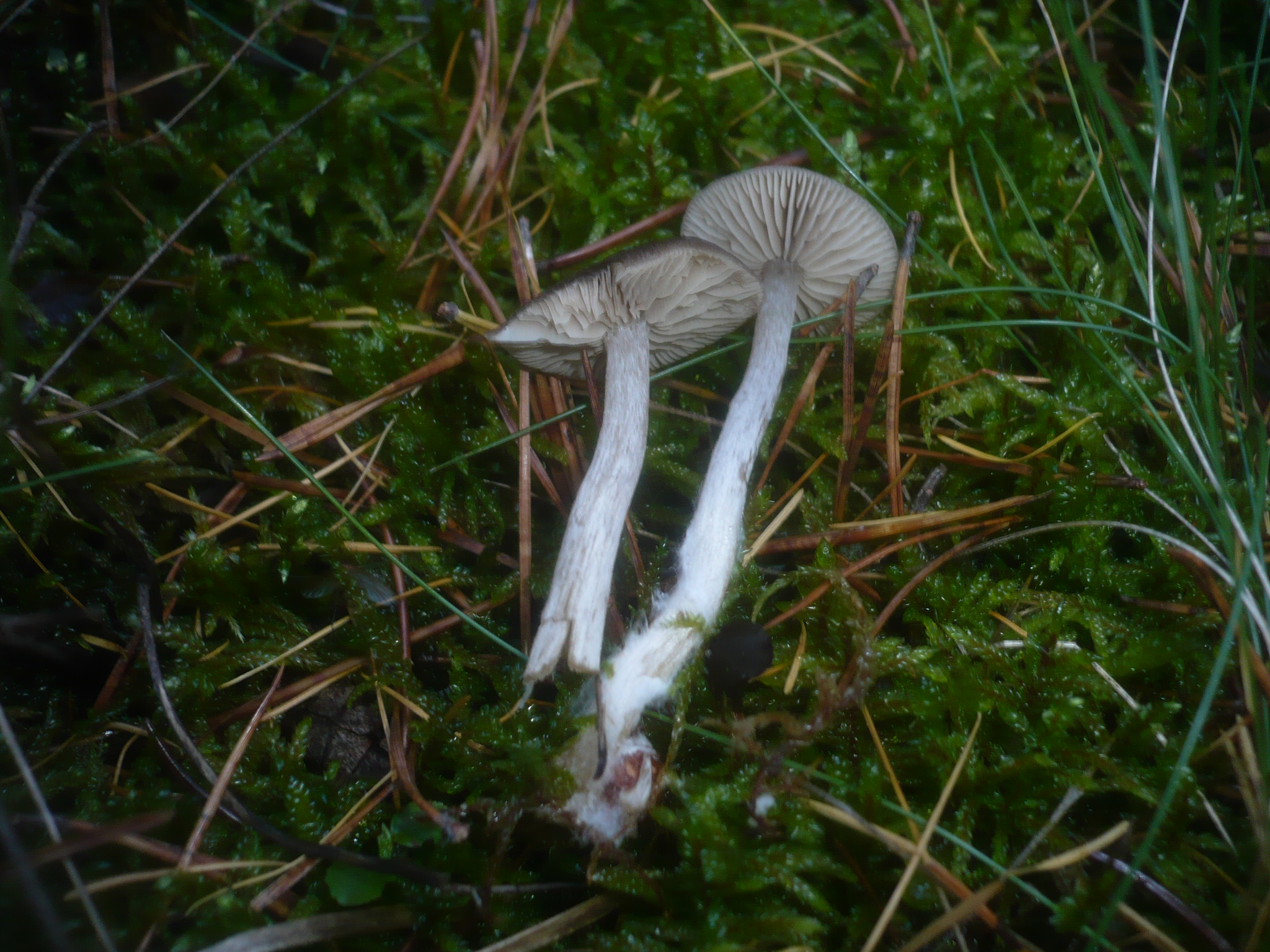
!Entoloma turbidum!

## Valorificare
Ciuperca oțelarului nu este de valoare culinară din cauza mirosului, dar în special a consistenței cărnii. Mai departe este de menționat, că ciuperca conține polizaharidă care poate inhiba cancerul.
Ciuperca este înregistrată pe Lista roșie a IUCN ca specie periclitată.